# Crisi alimentària mundial de 2007-2008

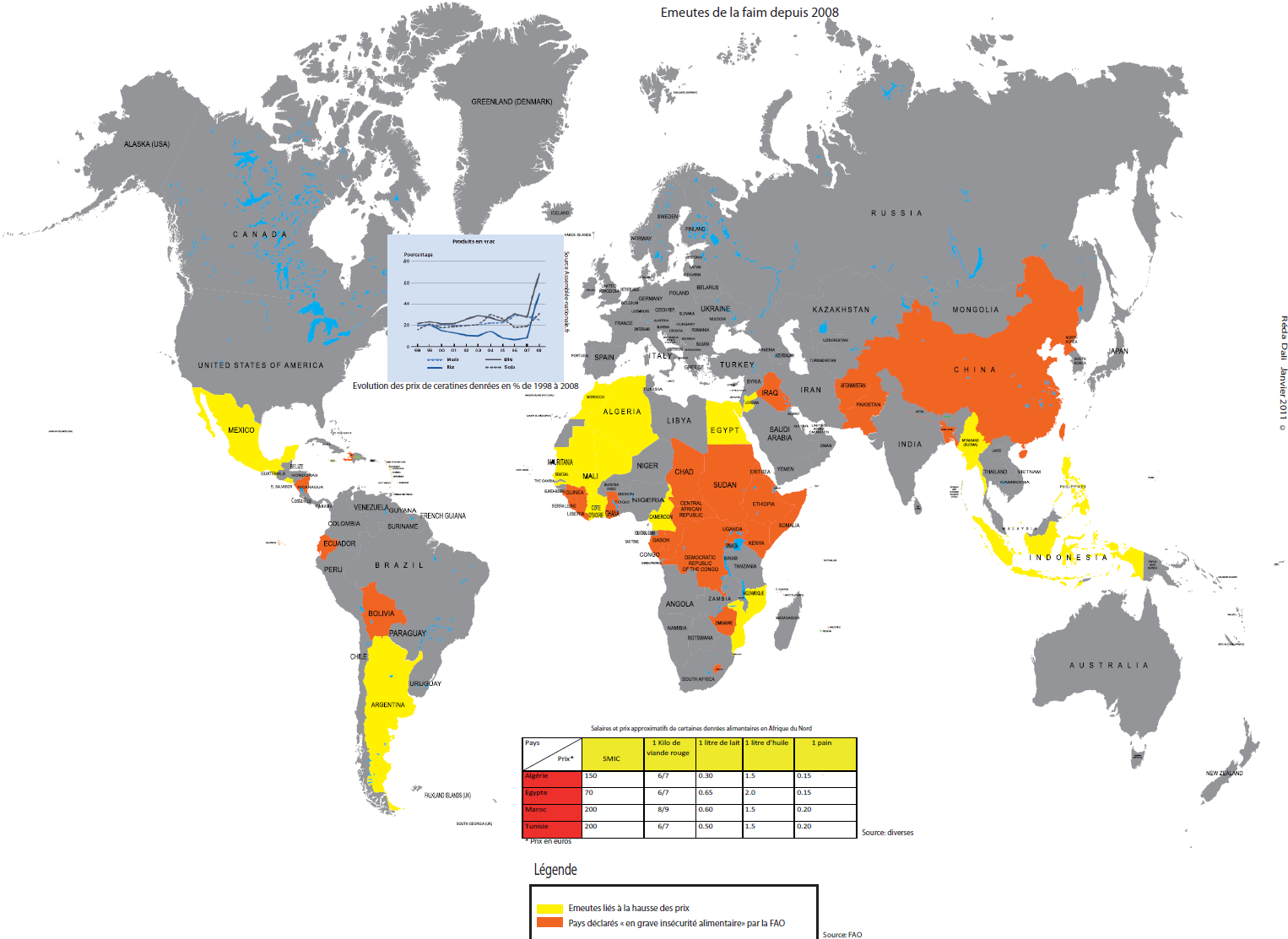
Revoltes de la fam des de 2008

Durant els anys 2007 i 2008 es van produir pujades dels preus dels aliments a nivell mundial, provocant una crisi alimentària a les regions més pobres del món (destacant Malawi, Zàmbia i Zimbàbue), a més d'inestabilitat política i aldarulls socials en diversos països. Després d'aconseguir una pujada màxima en el segon trimestre de 2008 els preus van caure dràsticament durant l'inici de la recessió mundial del 2008 al 2012 però van augmentar de nou el 2009 i 2010, aconseguint un màxim, de nou, a principis de 2011 a un nivell lleugerament més gran que l'assolit el 2008.
Entre els motius d'aquesta crisi s'hi inclouen les collites precàries en diverses parts del món, especialment a Austràlia. Altres causes de l'augment dels preus dels aliments a nivell mundial són la creixent demanda de biocombustibles en els països desenvolupats i la creixent demanda de consum de banda de la classe mitjana, que és en augment a diverses economies emergents i que ha variat els seus hàbits alimentaris, exigint una major varietat i més carn en les seves dietes, provocant una demanda més gran de recursos agrícoles.
Així mateix, l'augment continu del preu del petroli ha augmentat els costos dels fertilitzants i el cost de transport dels productes. Aquests factors, units a la caiguda de les reserves d'aliments en el món i la inestabilitat produïda per les especulacions del mercat bursàtil han contribuït a alterar el comerç mundial d'aliments i a forts augments a nivell mundial dels preus dels productes alimentaris.
En els països desenvolupats l'increment de preus es va convertir en la principal preocupació de les classes populars. Segons el president del Banc Mundial, Robert Zoellick, uns 100 milions de persones es podien veure seriosament en risc per la crisi.

## Factors

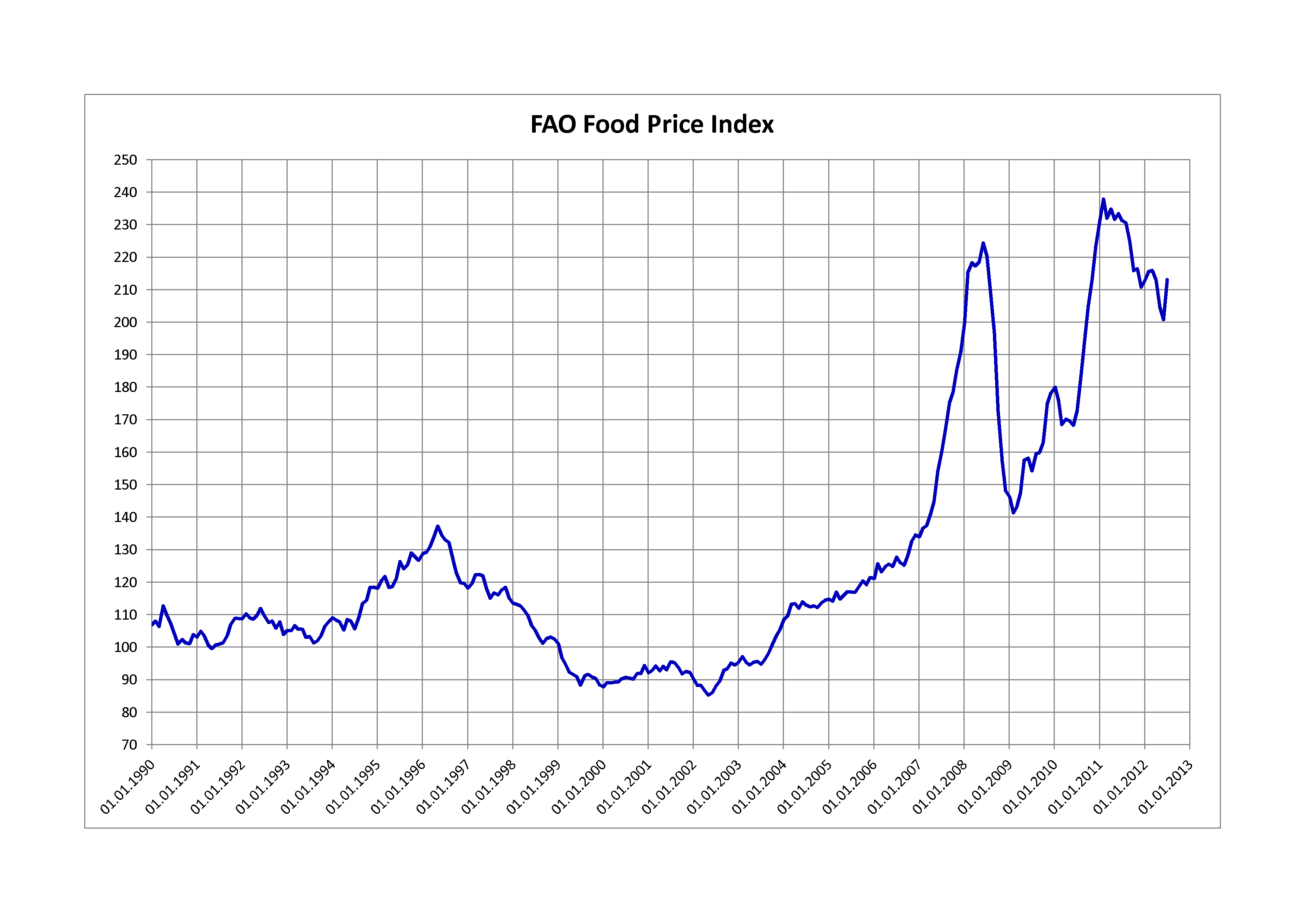
Índex del preu dels aliments del 1990 al 2013

Molts de factors van contribuir a l'augment dels preus bàsics. Els analistes ho han explicat com una combinació crucial de factors: males collites en diverses parts del món a causa del clima, baixos nivells de les reserves d'aliments, augment del consum a la Xina i l'Índia, augment demogràfic mundial, augment de consum de biodièsel i canvis a l'economia global. Amb tot i això, els moviments especulatius a nivell financer, en el moment d'inici de la crisi aguda del sistema, tenen un paper molt destacat. Esment a part són les polítique dels Estats Units i de la Unió Europea dirigides a estimular el consum de biocombustibles, fins i tot establint percentatges obligatoris d'ús pel que fa al combustible emprat en el transport. Aquestes mesures, preses sota el camuflatge de mesures contra el canvi climàtic, varen tenir l'efecte pervers d'activar tots els moviments especulatius.

## Impacte dels biocombustibles
Una de les causes de l'increment dels preus seria l'ús de bona part de les collites de blat de moro nord-americà per a fabricar biocombustibles. Com que els agricultors van dedicar més producció per al biodièsel que en anys anteriors, es va reduir l'oferta destinada a la producció d'aliments en igual proporció. Això va fer minvar els aliments disponibles, sobretot en els països subdesenvolupats, on l'aprovisionament alimentari que una família es pot permetre va baixar en gran manera. La crisi es podria interpretar, en certa manera, com una dicotomització entre països rics i pobres: per exemple, omplir el dipòsit d'un automòbil mitjà amb biocombustible requereix tanta quantitat de blat de moro com la que un africà consumeix en un any sencer
Des de finals de 2007, la inflació agrària, causada en part pel major ús de blat de moro per a biocarburants, així com per la fixació del preu del blat de moro respecte al del petroli que van fer els comerciants en matèries primeres i el consegüent augment de preus, va causar l'alteració del mercat mundial del blat de moro, amb pujades de preus que es traslladen a altres matèries primeres: primer van ser els preus del blat i de la soja, després de l'arròs, de l'oli de soja i d'altres olis vegetals.
Els biocombustibles de segona i tercera generació (com l'etanol cel·lulòsic i el combustible d'algues, respectivament) potser poden, algun dia, disminuir la competència amb els conreus d'aliment. Tanmateix això són consideracions de cara al futur, no experimentades a la pràctica. Els cultius no alimentaris podrien créixer en terres marginals, inadaptades per a la producció d'aliments, però aquests biocombustibles més avançats requereixen un major desenvolupament en pràctiques agràries i tecnologia de refinament. En contrast, l'etanol derivat del blat de moro fa servir una tecnologia que ja és madura, i el cultiu de blat de moro es pot canviar ràpidament d'un ús alimentari a un ús per a combustible. D'altra banda és impensable que uns cultius no alimentaris a terres marginals tenguin cap casta de rendibilitat, ja que el conreu de biocombustibles és intensiu, amb un elevat consum d'aigua i insums com fertilitzants, adobs, herbicides, etc.

## Creixement de la població mundial
El creixement de la producció alimentària ha estat més gran que el creixement de la població. La quantitat d'aliment per persona es va incrementar durant el període 1961-2005.
Encara que alguns crítics han argumentat que aquesta crisi alimentària es deu al creixement sense precedents de la població mundial, altres, en canvi, diuen que la taxa de creixement, de fet, ha baixat de manera dràstica des de 1980, i que la disponibilitat de cereals ha seguit creixent més de pressa que la població. La producció d'aliments per capita ha crescut des de 1960, i aquesta tendència no ha canviat dramàticament amb les collites de 2006-2007.
Les anàlisis d'abril del 2008 de l'Organització de les Nacions Unides per a l'Agricultura i l'Alimentació (FAO) mantenen que mentre l'augment del consum de cereals ha pujat un per cent des de 2006, la majoria d'aquest augment ha anat a parar als països desenvolupats. On ha augmentat la seva utilització per al consum humà ha estat en gran part en aliments amb "valor afegit" (processats), que es venen en països desenvolupats i en vies de desenvolupament. El creixement total de la utilització de cereals des de 2006 (una pujada del 3%, superior al 2% de mitjana anual del període 2000-2006) ha estat major en l'ús no alimentari, especialment en pinsos i biocombustibles.
Per a produir un quilogram de carn de boví es necessiten utilitzar set quilograms de cereals com a pinso. Aquests informes, per tant, conclouen que és l'ús industrial, en pinsos i en aliments que incorporen un processament important, i no l'augment de població entre els consumidors pobres de cereals en brut o poc elaborats, el fet que ha contribuït més als augments de preu.

## Increment de demanda a Àsia
La població de classe mitjana ha crescut a l'Àsia en els últims 20 anys. Encara que la gran majoria de la població d'Àsia continua sent rural i pobre, el creixement de la classe mitjana a la regió ha estat enorme, i es pensa que seguirà creixent. Per comparar, el 1990, la classe mitjana creixia un 9,7% a l'Índia i un 8,6% a la Xina, en canvi, el 2008 ha assolit una taxa de creixement de prop del 30 i 70 per cent, respectivament.
El corresponent augment en l'afluència ha portat també a un canvi en l'estil de vida i en els hàbits d'alimentació, més específicament en una demanda de més gran varietat en els aliments i de més carn a la dieta, causant una major demanda de recursos agraris.

## Energia
L'augment en els costos de l'energia ha estat citat com una de les causes de l'augment de preu dels aliments. A l'agost 2009 es destaca que Dubai adverteix de la pujada de preus del te.

## Avalots
A països com Haití, Egipte, Indonèsia, Bangladesh, Índia, Pakistan, Tailàndia i països d'Amèrica Llatina hi va haver avalots en protesta per la pujada del preu dels aliments. El Banc Mundial afirma que 33 països es veuen enfrontats a problemes polítics i desordres socials arran de la crisi

## Estats Units
El President dels Estats Units, George W. Bush, va demanar al Congrés 770 milions de dòlars (0,0059% del seu PIB) per a ajuda alimentària i programes de desenvolupament

## Mèxic
El President de Mèxic, Felipe Calderón Hinojosa, va acordar amb representants industrials la congelació dels preus de més de 150 aliments bàsics fins a finals del 2008, tot i que ja van pujar els preus. La mesura es porta a terme en un intent per frenar la inflació que en l'últim mes es va situar en el 4,95% en taxa interanual, el màxim des de desembre de 2004.
Productes bàsics com el cafè, sardines, tonyina, oli, sopa o té, entre d'altres, mantindran els seus preus fins al 31 de desembre del 2008. Així ho van acordar el Govern Federal i els integrants de la Confederació de Cambres Industrials (Concamin) per afrontar la crisi dels aliments a nivell internacional i controlar la inflació.
El Grup Bimbo va anunciar en la 19 reunió Plenària del comitè empresarial Mèxic-Xina, que esperen tenir la capacitat de mantenir els preus el major temps possible, malgrat l'alça del 20% del cost dels insums. Daniel Servitje va anunciar també que les inversions planejades per a aquest any es duran a terme, però els plans a llarg termini poden ser modificats

## Veure
- Pujada del preu del petroli des de 2004